# Kamil Zayatte
Kamil Zayatte (ur. 7 marca 1985 w Konakry) – gwinejski piłkarz występujący na pozycji obrońcy.

## Kariera
Piłkarz ten swoją karierę zaczynał w zespołach juniorskich RC Lens. Z czasem został przeniesiony do drużyny rezerw tego klubu. Dopiero w sezonie 2006/2007 udało mu się zadebiutować w Ligue 1. Zayatte wszedł na boisku w 90 minucie, podczas wyjazdowego meczu z Paris Saint Germain, wygranego 3:1. Spotkanie odbyło się 5 listopada 2006. Gwinejczyk ma również na koncie jeden mecz w Pucharze Intertoto. Następnie Zayatte występował w szwajcarskim BSC Young Boys, a 31 sierpnia 2008 roku został wypożyczony do Hull City. Zagrał tam w 18 spotkaniach oraz strzelił jedną bramkę, po czym w styczniu został wykupiony przez swoją drużynę. W 2010 roku spadł z Hull z Premier League do Football League Championship, a w 2011 roku odszedł do tureckiego Konyasporu.
| Sezon   | Klub                | Kraj             | Flaga            | Rozgrywki             | Mecze | Bramki |
| ------- | ------------------- | ---------------- | ---------------- | --------------------- | ----- | ------ |
| 2003/04 | RC Lens B           | Francja          | Francja          | CFA, Grupa A (4 liga) | 3     | 0      |
| 2004/05 | RC Lens B           | Francja          | Francja          | CFA, Grupa A (4 liga) | 13    | 0      |
| 2005/06 | RC Lens B           | Francja          | Francja          | CFA, Grupa A (4 liga) | 27    | 1      |
| 2006/07 | RC Lens B           | Francja          | Francja          | CFA, Grupa A (4 liga) | 12    | 0      |
| 2006/07 | RC Lens             | Francja          | Francja          | Ligue 1               | 1     | 0      |
| 2006/07 | BSC Young Boys      | Szwajcaria       | Szwajcaria       | Swiss Super League    | 18    | 0      |
| 2007/08 | BSC Young Boys      | Szwajcaria       | Szwajcaria       | Swiss Super League    | 23    | 1      |
| 2008/09 | BSC Young Boys      | Szwajcaria       | Szwajcaria       | Swiss Super League    | 6     | 1      |
| 2008/09 | Hull City           | Anglia           | Anglia           | Premier League        | 32    | 1      |
| 2009/10 | Hull City           | Anglia           | Anglia           | Premier League        | 23    | 2      |
| 2010/11 | Hull City           | Anglia           | Anglia           | Championship          | 16    | 0      |
| 2010/11 | Konyaspor           | Turcja           | Turcja           | Süper Lig             | 13    | 1      |
| 2011/12 | Istanbul BB         | Turcja           | Turcja           | Süper Lig             | 18    | 0      |
| 2012/13 | Istanbul BB         | Turcja           | Turcja           | Süper Lig             | 25    | 1      |
| 2013/14 | Sheffield Wednesday | Anglia           | Anglia           | Championship          | 11    | 2      |
| 2014/15 | Sheffield Wednesday | Anglia           | Anglia           | Championship          | 11    | 0      |
| 2015/16 | Al-Raed             | Arabia Saudyjska | Arabia Saudyjska | Zain Saudi League     | 6     | 0      |